# Малышевское сельское поселение (Хабаровский край)
Ма́лышевское се́льское поселе́ние — муниципальное образование в Хабаровском районе Хабаровского края Российской Федерации. Образовано в 2004 году. 
Административный центр — село Малышево.

## Население
| 2010 | 2011 | 2012 | 2013 | 2014 | 2015 | 2016 |
| ---- | ---- | ---- | ---- | ---- | ---- | ---- |
| 877  | ↗880 | ↘842 | ↗852 | ↗875 | ↘863 | ↗871 |
| 2017 | 2018 | 2019 | 2020 | 2021 |      |      |
| ↘861 | ↗864 | ↘843 | ↘826 | ↘756 |      |      |

## Населённые пункты
В состав поселения входят 2 населённых пункта:
| № | Населённый пункт | Тип  | Население |
| - | ---------------- | ---- | --------- |
| 1 | Малышево         | село | ↘745      |
| 2 | Чернолесье       | село | ↗11       |